# Gaeta bifasciata
Gaeta bifasciata är en insekt som beskrevs 1944 av de två amerikanska entymolgerna Zeno Payne Metcalf och Stephen Cole Bruner. Den placeras som ensam art i släktet Gaeta och familjen spottstritar. Artens typlokal är Kuba och inga underarter finns listade i Catalogue of Life.